# 金子繁治 (海軍軍人)
金子 繁治（かねこ しげじ、1894年（明治27年）4月20日 - 1981年（昭和56年）2月19日）は、日本の海軍軍人。最終階級は海軍中将。

## 経歴
長野県出身。長野中学校を経て、1914年（大正3年）12月、海軍兵学校（42期）を卒業し、1915年（大正4年）12月、海軍少尉に任官。海軍水雷学校高等科で学ぶ。また海軍通信学校高等科学生を優等で卒業。第3戦隊司令部付兼参謀、「磐手」分隊長、「夕張」通信長などを歴任し、1926年（大正15年）11月、海軍大学校（甲種24期）を卒業。
1926年12月、海軍少佐に昇進し第2艦隊参謀に就任。軍令部出仕兼海軍省出仕を経て、1928年（昭和3年）2月、海軍省副官兼海相秘書官となり岡田啓介海軍大臣に仕えた。1930年（昭和5年）6月、イギリス駐在となり、同年12月、在英国大使館附武官補佐官兼艦政本部造兵監督官に就任。1931年（昭和6年）12月、海軍中佐に進級し、翌年帰国。
1932年（昭和7年）10月、軍令部出仕となり、第5戦隊・第6戦隊の各参謀、軍令部部員兼海大教官兼参謀本部員などを歴任し、1935年（昭和10年）11月、海軍大佐に昇進した。
1937年（昭和12年）11月、「多摩」艦長に就任。以後、軍令部課長（第4部第9課長）
兼大本営海軍通信部課長、第三遣支艦隊参謀長、青島方面特別根拠地隊司令官、軍令部出仕などを経て、1941年（昭和16年）7月、軍令部第4部長兼大本営海軍通信部部長に就任。同年10月、海軍少将に進級し太平洋戦争を迎えた。
1943年（昭和18年）1月、連合艦隊司令部付となり、第1連合通信隊司令官、軍令部出仕、佐世保鎮守府参謀長、兼補給長を歴任。1945年（昭和20年）1月、青島方面特別根拠地隊司令官に就任し、同年5月、海軍中将に進み終戦を迎えた。1946年（昭和21年）5月、予備役に編入された。1947年（昭和22年）11月28日、公職追放仮指定を受けた。

## 親族
妻幸子は百武三郎海軍大将の長女。

## 栄典
- 1942年（昭和17年）7月6日 - 満州国・勲二位柱国章[2]